# Azerbajdzjans Grand Prix 2024
Azerbajdzjans Grand Prix 2024, officiellt Formula 1 Qatar Airways Azerbaijan Grand Prix 2024, var ett Formel 1-lopp som kördes den 15 september 2024 på Baku City Circuit i Baku i Azerbajdzjan. Det var det sjuttonde loppet ingående i Formel 1-säsongen 2024 och kördes över 51 varv.

## Ställning i mästerskapet före loppet
| Pos. | Förare            | Poäng |
| ---- | ----------------- | ----- |
| 1 ▬  | Max Verstappen    | 303   |
| 2 ▬  | Lando Norris      | 241   |
| 3 ▬  | Charles Leclerc   | 217   |
| 4 ▬  | Oscar Piastri     | 197   |
| 5 ▬  | Carlos Sainz, Jr. | 184   |

| Pos. | Konstruktör           | Poäng |
| ---- | --------------------- | ----- |
| 1 ▬  | Red Bull              | 446   |
| 2 ▬  | McLaren-Mercedes      | 438   |
| 3 ▬  | Ferrari               | 407   |
| 4 ▬  | Mercedes              | 292   |
| 5 ▬  | Aston Martin-Mercedes | 74    |

- Notering: Endast de fem bästa placeringarna i vardera mästerskap finns med på listorna.

## Kvalet
Kvalet kördes den 14 september 2024, klockan 16:00 lokal tid (UTC+4).
| Pos.                    | Nr. | Förare           | Konstruktör                  | Kvaltider | Kvaltider | Kvaltider | Start- grid |
| Pos.                    | Nr. | Förare           | Konstruktör                  | Q1        | Q2        | Q3        | Start- grid |
| ----------------------- | --- | ---------------- | ---------------------------- | --------- | --------- | --------- | ----------- |
| 1                       | 16  | Charles Leclerc  | Ferrari                      | 1:42.775  | 1:42.056  | 1:41.365  | 1           |
| 2                       | 81  | Oscar Piastri    | McLaren-Mercedes             | 1:43.033  | 1:42.598  | 1:41.686  | 2           |
| 3                       | 55  | Carlos Sainz Jr. | Ferrari                      | 1:43.357  | 1:42.503  | 1:41.805  | 3           |
| 4                       | 11  | Sergio Pérez     | Red Bull Racing-Honda RBPT   | 1:43.213  | 1:42.263  | 1:41.813  | 4           |
| 5                       | 63  | George Russell   | Mercedes                     | 1:43.139  | 1:42.329  | 1:41.874  | 5           |
| 6                       | 1   | Max Verstappen   | Red Bull Racing-Honda RBPT   | 1:43.097  | 1:42.042  | 1:42.023  | 6           |
| 7                       | 44  | Lewis Hamilton   | Mercedes                     | 1:43.089  | 1:42.765  | 1:42.289  | PL1         |
| 8                       | 14  | Fernando Alonso  | Aston Martin Aramco-Mercedes | 1:43.472  | 1:42.426  | 1:42.369  | 7           |
| 9                       | 43  | Franco Colapinto | Williams-Mercedes            | 1:43.138  | 1:42.473  | 1:42.530  | 8           |
| 10                      | 23  | Alexander Albon  | Williams-Mercedes            | 1:42.899  | 1:42.840  | 1:42.859  | 9           |
| 11                      | 50  | Oliver Bearman   | Haas-Ferrari                 | 1:43.471  | 1:42.968  | N/A       | 10          |
| 12                      | 22  | Yuki Tsunoda     | RB-Honda RBPT                | 1:43.337  | 1:43.035  | N/A       | 11          |
| 13                      | 27  | Nico Hülkenberg  | Haas-Ferrari                 | 1:43.101  | 1:43.191  | N/A       | 12          |
| 14                      | 18  | Lance Stroll     | Aston Martin Aramco-Mercedes | 1:43.370  | 1:43.404  | N/A       | 13          |
| 15                      | 3   | Daniel Ricciardo | RB-Honda RBPT                | 1:43.547  | N/A       | N/A       | 14          |
| 16                      | 4   | Lando Norris     | McLaren-Mercedes             | 1:43.609  | N/A       | N/A       | 15          |
| 17                      | 77  | Valtteri Bottas  | Kick Sauber-Ferrari          | 1:43.618  | N/A       | N/A       | 16          |
| 18                      | 24  | Zhou Guanyu      | Kick Sauber-Ferrari          | 1:44.246  | N/A       | N/A       | 172         |
| 19                      | 31  | Esteban Ocon     | Alpine-Renault               | 1:44.504  | N/A       | N/A       | PL3         |
| DSQ                     | 10  | Pierre Gasly     | Alpine-Renault               | 1:43.088  | 1:43.179  | N/A       | 184         |
| 107 %-gränsen: 1:49.969 |     |                  |                              |           |           |           |             |
| Källor:                 |     |                  |                              |           |           |           |             |

Noter
- ^1  – Lewis Hamilton kvalade på sjunde plats, men tvingades att starta loppet från depån, då han bytt delar på power uniten under parc fermé.[4][5]
- ^2  – Zhou Guanyu fick starta loppet från sista plats på gridden, då han överskridit sin kvot av power units.[4][6]
- ^3  – Esteban Ocon kvalade på nittonde plats, men tvingades att starta loppet från depån, då han bytt delar på power uniten under parc fermé.[4][5]
- ^4  – Pierre Gasly kvalade på trettonde plats, men diskvalificerades efteråt, då hans bränsleflöde överskridits i Q2. Han fick tillåtelse att starta i loppet av stewardsen.[4][7]

## Loppet
Loppet kördes den 15 september 2024, klockan 15:00 lokal tid (UTC+4), och kördes över 51 varv.
| Pos.                                                                 | Nr. | Förare           | Konstruktör                  | Varv | Tid/Bröt         | Placering | Poäng |
| -------------------------------------------------------------------- | --- | ---------------- | ---------------------------- | ---- | ---------------- | --------- | ----- |
| 1                                                                    | 81  | Oscar Piastri    | McLaren-Mercedes             | 51   | 1:32:58.007      | 2         | 25    |
| 2                                                                    | 16  | Charles Leclerc  | Ferrari                      | 51   | +10.910          | 1         | 18    |
| 3                                                                    | 63  | George Russell   | Mercedes                     | 51   | +31.328          | 5         | 15    |
| 4                                                                    | 4   | Lando Norris     | McLaren-Mercedes             | 51   | +36.143          | 15        | 131   |
| 5                                                                    | 1   | Max Verstappen   | Red Bull Racing-Honda RBPT   | 51   | +1:17.098        | 6         | 10    |
| 6                                                                    | 14  | Fernando Alonso  | Aston Martin Aramco-Mercedes | 51   | +1:25.468        | 7         | 8     |
| 7                                                                    | 23  | Alexander Albon  | Williams-Mercedes            | 51   | +1:27.396        | 9         | 6     |
| 8                                                                    | 43  | Franco Colapinto | Williams-Mercedes            | 51   | +1:29.541        | 8         | 4     |
| 9                                                                    | 44  | Lewis Hamilton   | Mercedes                     | 51   | +1:32.396        | PL        | 2     |
| 10                                                                   | 50  | Oliver Bearman   | Haas-Ferrari                 | 51   | +1:33.127        | 10        | 1     |
| 11                                                                   | 27  | Nico Hülkenberg  | Haas-Ferrari                 | 51   | +1:33.465        | 12        |       |
| 12                                                                   | 31  | Pierre Gasly     | Alpine-Renault               | 51   | +1:57.189        | 18        |       |
| 13                                                                   | 3   | Daniel Ricciardo | RB-Honda RBPT                | 51   | +2:26.907        | 14        |       |
| 14                                                                   | 24  | Zhou Guanyu      | Kick Sauber-Ferrari          | 51   | +2:28.841        | 17        |       |
| 15                                                                   | 31  | Esteban Ocon     | Alpine-Renault               | 50   | +1 varv          | PL        |       |
| 16                                                                   | 77  | Valtteri Bottas  | Kick Sauber-Ferrari          | 50   | +1 varv          | 16        |       |
| 172                                                                  | 11  | Sergio Pérez     | Red Bull Racing-Honda RBPT   | 49   | Kollision        | 4         |       |
| 182                                                                  | 55  | Carlos Sainz Jr. | Ferrari                      | 49   | Kollision        | 3         |       |
| 192                                                                  | 18  | Lance Stroll     | Aston Martin Aramco-Mercedes | 45   | Bromsar          | 13        |       |
| Ret                                                                  | 22  | Yuki Tsunoda     | RB-Honda RBPT                | 14   | Kollisionsskador | 11        |       |
| Snabbaste varv: Lando Norris (McLaren-Mercedes) – 1:45.255 (varv 42) |     |                  |                              |      |                  |           |       |
| Källor:                                                              |     |                  |                              |      |                  |           |       |

Noter
- ^1  – Inkluderar en extra poäng för snabbaste varv.[10]
- ^2  – Sergio Pérez, Carlos Sainz Jr. och Lance Stroll blev klassificerade då de körde klart mer än 90% av racedistansen.[9]

## Ställning i mästerskapet efter loppet
| Pos. | Förare            | Poäng |
| ---- | ----------------- | ----- |
| 1 ▬  | Max Verstappen    | 313   |
| 2 ▬  | Lando Norris      | 254   |
| 3 ▬  | Charles Leclerc   | 235   |
| 4 ▬  | Oscar Piastri     | 222   |
| 5 ▬  | Carlos Sainz, Jr. | 184   |

| Pos.  | Konstruktör           | Poäng |
| ----- | --------------------- | ----- |
| 1 ▲ 1 | McLaren-Mercedes      | 476   |
| 2 ▼ 1 | Red Bull              | 456   |
| 3 ▬   | Ferrari               | 425   |
| 4 ▬   | Mercedes              | 309   |
| 5 ▬   | Aston Martin-Mercedes | 82    |

- Notering: Endast de fem bästa placeringarna i vardera mästerskap finns med på listorna.